# Bundestagswahlkreis Münster
Der Wahlkreis Münster (Wahlkreis 128; bis zur Bundestagswahl 2021 Wahlkreis 129) ist ein Bundestagswahlkreis in Nordrhein-Westfalen. Er umfasst die kreisfreie Stadt Münster.

## Wahlkreisgeschichte
| Wahl      | Wahlkreisname              | Gebiet                                                                                            |
| --------- | -------------------------- | ------------------------------------------------------------------------------------------------- |
| 1949      | 38 Münster-Stadt und -Land | Stadt Münster, Landkreis Münster                                                                  |
| 1953–1961 | 97 Münster-Stadt und -Land | Stadt Münster, Landkreis Münster                                                                  |
| 1965–1976 | 95 Münster                 | Stadt Münster, vom Landkreis Münster die Gemeinden Amelsbüren, Handorf, Hiltrup und Sankt Mauritz |
| 1980–1998 | 99 Münster                 | Stadt Münster                                                                                     |
| 2002–2009 | 130 Münster                | Stadt Münster                                                                                     |
| 2013–2021 | 129 Münster                | Stadt Münster                                                                                     |
| 2025–     | 128 Münster                | Stadt Münster                                                                                     |

## Wahlkreisabgeordnete
| Wahl | Abgeordneter | Abgeordneter         | Partei | Stimmen in % |
| ---- | ------------ | -------------------- | ------ | ------------ |
| 1949 |              | Peter Nellen         | CDU    | 34,6         |
| 1953 | 67,8         | Peter Nellen         | CDU    |              |
| 1957 | 64,8         | Peter Nellen         | CDU    |              |
| 1961 |              | Hermann Diebäcker    | CDU    | 50,0         |
| 1965 | 57,0         | Hermann Diebäcker    | CDU    |              |
| 1969 |              | Franz Berding        | CDU    | 49,5         |
| 1972 |              | Friedrich-Adolf Jahn | CDU    | 48,4         |
| 1976 | 51,0         | Friedrich-Adolf Jahn | CDU    |              |
| 1980 | 47,6         | Friedrich-Adolf Jahn | CDU    |              |
| 1983 | 51,8         | Friedrich-Adolf Jahn | CDU    |              |
| 1987 | 45,2         | Friedrich-Adolf Jahn | CDU    |              |
| 1990 | 42,7         | Friedrich-Adolf Jahn | CDU    |              |
| 1994 |              | Ruprecht Polenz      | CDU    | 44,0         |
| 1998 | 44,2         | Ruprecht Polenz      | CDU    |              |
| 2002 |              | Christoph Strässer   | SPD    | 40,8         |
| 2005 | 41,7         | Christoph Strässer   | SPD    |              |
| 2009 |              | Ruprecht Polenz      | CDU    | 39,3         |
| 2013 |              | Sybille Benning      | CDU    | 38,8         |
| 2017 | 37,2         | Sybille Benning      | CDU    |              |
| 2021 |              | Maria Klein-Schmeink | GRÜNE  | 32,3         |
| 2025 |              | Sylvia Rietenberg    | GRÜNE  | 31,2         |

Daten bis 1961 für den Wahlkreis Münster-Stadt und -Land.

## Wahlergebnisse

### Bundestagswahl 2025
| Kandidaten                                             | Kandidaten                     | Parteien/Listen       | Erststimmen | Erststimmen | Zweitstimmen | Zweitstimmen |
| Kandidaten                                             | Kandidaten                     | Parteien/Listen       | Stimmen     | %           | Stimmen      | %            |
| ------------------------------------------------------ | ------------------------------ | --------------------- | ----------- | ----------- | ------------ | ------------ |
|                                                        | Svenja Schulze                 | SPD                   | 42.553      | 20,6        | 37.437       | 18,1         |
|                                                        | Stefan Nacke                   | CDU                   | 58.996      | 28,5        | 53.313       | 25,7         |
|                                                        | Sylvia Rietenberggewählt im WK | Bündnis 90/Die Grünen | 64.528      | 31,2        | 55.144       | 26,6         |
|                                                        | Franziska Brandmann            | FDP                   | 6.779       | 3,3         | 9.629        | 4,6          |
|                                                        | Helmut Birke                   | AfD                   | 13.426      | 6,5         | 14.210       | 6,9          |
|                                                        | Kathrin Gebel                  | Die Linke             | 14.083      | 6,8         | 25.927       | 12,5         |
|                                                        | –                              | Freie Wähler          | –           | –           | 408          | 0,2          |
|                                                        | –                              | Tierschutzpartei      | –           | –           | 1.361        | 0,7          |
|                                                        | –                              | dieBasis              | –           | –           | 207          | 0,1          |
|                                                        | Jurian Thomas                  | Die PARTEI            | 2.642       | 1,3         | 1.051        | 0,5          |
|                                                        | –                              | Todenhöfer            | –           | –           | 160          | 0,1          |
|                                                        | Maren Berkenheide              | Volt                  | 3.808       | 1,8         | 2.242        | 1,1          |
|                                                        | –                              | MLPD                  | –           | –           | 26           | 0,0          |
|                                                        | –                              | PdF                   | –           | –           | 303          | 0,1          |
|                                                        | –                              | Bündnis Deutschland   | –           | –           | 128          | 0,1          |
|                                                        | –                              | BSW                   | –           | –           | 5.525        | 2,7          |
|                                                        | –                              | MERA25                | –           | –           | 93           | 0,0          |
|                                                        | –                              | WerteUnion            | –           | –           | 59           | 0,0          |
| Gesamt                                                 | Gesamt                         | Gesamt                | 206.815     | 100         | 207.223      | 100          |
|                                                        |                                |                       |             |             |              |              |
| Ungültige Stimmen                                      | Ungültige Stimmen              | Ungültige Stimmen     | 1.176       | 0,6         | 768          | 0,4          |
| Wähler                                                 | Wähler                         | Wähler                | 207.991     | 87,5        | 207.991      | 87,5         |
| Wahlberechtigte                                        | Wahlberechtigte                | Wahlberechtigte       | 237.654     |             | 237.654      |              |
|                                                        |                                |                       |             |             |              |              |
| Quellen: Die Bundeswahlleiterin, Kandidaten – Ergebnis |                                |                       |             |             |              |              |

### Bundestagswahl 2021
| Kandidaten                                            | Kandidaten                        | Parteien/Listen      | Erststimmen | Erststimmen | Zweitstimmen | Zweitstimmen |
| Kandidaten                                            | Kandidaten                        | Parteien/Listen      | Stimmen     | %           | Stimmen      | %            |
| ----------------------------------------------------- | --------------------------------- | -------------------- | ----------- | ----------- | ------------ | ------------ |
|                                                       | Stefan Nacke                      | CDU                  | 51.096      | 26,2        | 43.790       | 22,4         |
|                                                       | Svenja Schulze                    | SPD                  | 47.047      | 24,1        | 45.844       | 23,5         |
|                                                       | Klaus Kretzer                     | FDP                  | 13.038      | 6,7         | 20.786       | 10,6         |
|                                                       | Helmut Birke                      | AfD                  | 5.234       | 2,7         | 5.603        | 2,9          |
|                                                       | Maria Klein-Schmeinkgewählt im WK | GRÜNE                | 63.160      | 32,3        | 60.036       | 30,7         |
|                                                       | Kira Sawilla                      | DIE LINKE            | 7.078       | 3,6         | 9.746        | 5,0          |
|                                                       | Roland Scholle                    | Die PARTEI           | 2.283       | 1,2         | 1.684        | 0,9          |
|                                                       | –                                 | Tierschutzpartei     | –           | –           | 1.326        | 0,7          |
|                                                       | –                                 | PIRATEN              | –           | –           | 479          | 0,2          |
|                                                       | Olaf Wirl                         | FREIE WÄHLER         | 966         | 0,5         | 691          | 0,4          |
|                                                       | –                                 | NPD                  | –           | –           | 45           | 0,0          |
|                                                       | Alina Möller                      | ÖDP                  | 897         | 0,5         | 422          | 0,2          |
|                                                       | –                                 | V-Partei³            | –           | –           | 150          | 0,1          |
|                                                       | –                                 | Gesundheitsforschung | –           | –           | 116          | 0,1          |
|                                                       | –                                 | MLPD                 | –           | –           | 12           | 0,0          |
|                                                       | –                                 | Die Humanisten       | –           | –           | 205          | 0,1          |
|                                                       | Manfred Stolper                   | DKP                  | 179         | 0,1         | 75           | 0,0          |
|                                                       | –                                 | SGP                  | –           | –           | 22           | 0,0          |
|                                                       | Peter Balint                      | dieBasis             | 1.582       | 0,8         | 1.409        | 0,7          |
|                                                       | –                                 | Bündnis C            | –           | –           | 42           | 0,0          |
|                                                       | –                                 | du.                  | –           | –           | 93           | 0,0          |
|                                                       | –                                 | LIEBE                | –           | –           | 138          | 0,1          |
|                                                       | –                                 | LKR                  | –           | –           | 25           | 0,0          |
|                                                       | –                                 | PdF                  | –           | –           | 52           | 0,0          |
|                                                       | –                                 | LfK                  | –           | –           | 79           | 0,0          |
|                                                       | –                                 | Team Todenhöfer      | –           | –           | 774          | 0,4          |
|                                                       | Carina Beckmann                   | Volt                 | 2.505       | 1,3         | 1.812        | 0,9          |
|                                                       | Andrea Brigitte Dumberger         | Einzelbewerber a     | 23          | 0,0         | –            | –            |
|                                                       | Sahra Ranjana Geselbracht         | Einzelbewerber b     | 207         | 0,1         | –            | –            |
| Gesamt                                                | Gesamt                            | Gesamt               | 195.295     | 100         | 195.456      | 100          |
|                                                       |                                   |                      |             |             |              |              |
| Ungültige Stimmen                                     | Ungültige Stimmen                 | Ungültige Stimmen    | 981         | 0,5         | 820          | 0,4          |
| Wähler                                                | Wähler                            | Wähler               | 196.276     | 83,9        | 196.276      | 83,9         |
| Wahlberechtigte                                       | Wahlberechtigte                   | Wahlberechtigte      | 233.953     |             | 233.953      |              |
|                                                       |                                   |                      |             |             |              |              |
| Quellen: Die Bundeswahlleiterin, Kandidaten – Stimmen |                                   |                      |             |             |              |              |

### Bundestagswahl 2017
Es sind nur Parteien dargestellt, die mindestens 0,1 Prozent der Stimmen für ihren Direktkandidaten oder 0,1 Prozent der Zweitstimmen erhalten haben.
| Direktkandidat        | Partei                    | Erststimmen in % | Zweitstimmen in % | Veränd. Zweitstimmen [Prozentpunkte] |
| --------------------- | ------------------------- | ---------------- | ----------------- | ------------------------------------ |
| Sybille Benning       | CDU                       | 37,2             | 32,8              | −5,1                                 |
| Robert von Olberg     | SPD                       | 28,9             | 20,9              | −6,3                                 |
| Maria Klein-Schmeink  | Bündnis 90/Die Grünen     | 12,8             | 14,6              | −0,6                                 |
| Jörg Berens           | FDP                       | 7,0              | 13,5              | +6,7                                 |
| Hubertus Zdebel       | Die Linke                 | 6,9              | 10,1              | +3,9                                 |
| Martin Schiller       | AfD                       | 4,5              | 4,9               | +2,0                                 |
| Marie Völkering       | Die Partei                | 1,4              | 1,0               | +0,6                                 |
| Daniel Düngel         | PIRATEN                   | 0,5              | 0,4               | −1,9                                 |
| Joachim Bruns         | ÖDP                       | 0,5              | 0,3               | ±0,0                                 |
| Sebastian Zumdick     | MLPD                      | 0,1              | 0,0               | ±0,0                                 |
| Manfred Stolper       | DKP                       | 0,1              | 0,0               | –                                    |
| Markus Overdiek       | Proeuropäische Bewegung   | 0,1              | –                 | –                                    |
| Carlos Abaga Ayingono | Die Stimme der Stimmlosen | 0,1              | –                 | –                                    |
| –                     | Tierschutzpartei          | –                | 0,4               | –                                    |
| –                     | DiB                       | –                | 0,2               | –                                    |
| –                     | NPD                       | –                | 0,1               | −0,2                                 |
| –                     | Freie Wähler              | –                | 0,1               | ±0,0                                 |
| –                     | Volksabstimmung           | –                | 0,1               | ±0,0                                 |
| –                     | AD-Demokraten             | –                | 0,1               | –                                    |
| –                     | BGE                       | –                | 0,1               | –                                    |
| –                     | DM                        | –                | 0,1               | –                                    |
| –                     | Die Humanisten            | –                | 0,1               | –                                    |
| –                     | V-Partei³                 | –                | 0,1               | –                                    |

### Bundestagswahl 2013
Die Bundestagswahl 2013 hatte folgendes Ergebnis:
| Direktkandidat       | Partei                            | Erststimmen in % | Zweitstimmen in % |
| -------------------- | --------------------------------- | ---------------- | ----------------- |
| Sybille Benning      | CDU                               | 38,8 %           | 37,8 %            |
| Christoph Strässer   | SPD                               | 35,4 %           | 27,2 %            |
| Daniel Bahr          | FDP                               | 5,7 %            | 6,8 %             |
| Maria Klein-Schmeink | Bündnis 90/Die Grünen             | 11,1 %           | 15,2 %            |
| Hubertus Zdebel      | Die Linke                         | 4,3 %            | 6,3 %             |
| Sasa Raber           | PIRATEN                           | 2,0 %            | 2,3 %             |
| Helmut Birke         | AfD / Alternative für Deutschland | 2,0 %            | 2,9 %             |
| Sieglinde Kersting   | ÖDP                               | 0,4 %            | 0,3 %             |
| –                    | NPD                               | –                | 0,3 %             |
| –                    | Republikaner                      | –                | 0,0 %             |
| –                    | Bündnis 21/RRP                    | –                | 0,0 %             |
| –                    | Volksabstimmung                   | –                | 0,0 %             |
| –                    | MLPD                              | –                | 0,0 %             |
| –                    | BüSo                              | –                | 0,0 %             |
| –                    | PSG                               | –                | 0,0 %             |
| –                    | BIG                               | –                | 0,0 %             |

### Bundestagswahl 2009
Die Bundestagswahl 2009 hatte folgendes Ergebnis:
| Direktkandidat       | Partei                | Erststimmen in % | Zweitstimmen in % |
| -------------------- | --------------------- | ---------------- | ----------------- |
| Christoph Strässer   | SPD                   | 32,6             | 23,7              |
| Ruprecht Polenz      | CDU                   | 39,3             | 33,7              |
| Daniel Bahr          | FDP                   | 9,9              | 14,7              |
| Maria Klein-Schmeink | Bündnis 90/Die Grünen | 12,8             | 17,2              |
| Hubertus Zdebel      | Die Linke             | 4,8              | 6,7               |
| Dennis Dormuth       | NPD                   | 0,4              | 0,4               |
| –                    | Die Tierschutzpartei  | –                | 0,3               |
| –                    | Familie               | –                | 0,3               |
| –                    | REP                   | –                | 0,1               |
| –                    | Volksabstimmung       | –                | 0,1               |
| –                    | MLPD                  | –                | 0,0               |
| –                    | PSG                   | –                | 0,0               |
| –                    | ZENTRUM               | –                | 0,0               |
| –                    | BüSo                  | –                | 0,0               |
| –                    | DVU                   | –                | 0,0               |
| –                    | ödp                   | –                | 0,3               |
| –                    | PIRATEN               | –                | 2,1               |
| –                    | RRP                   | –                | 0,1               |
| –                    | RENTNER               | –                | 0,2               |
| Harry Seemann        | K:Seemann             | 0,1              | –                 |

### Bundestagswahl 2005
| Direktkandidat         | Partei                | Erststimmen in % | Zweitstimmen in % | Bundestagswahl 2002 Zweitstimmen in % |
| ---------------------- | --------------------- | ---------------- | ----------------- | ------------------------------------- |
| Christoph Strässer     | SPD                   | 41,7             | 35,3              | 36,2                                  |
| Ruprecht Polenz        | CDU                   | 41,4             | 35,6              | 34,3                                  |
| Daniel Bahr            | FDP                   | 5,2              | 10,3              | 11,3                                  |
| Winfried Nachtwei      | Bündnis 90/Die Grünen | 8,4              | 13,4              | 15,6                                  |
| Lorenz Müller-Morenius | Die Linke             | 2,6              | 4,0               | 1,4                                   |
| –                      | REP                   | –                | 0,1               | 0,1                                   |
| –                      | Die Tierschutzpartei  | –                | 0,3               | 0,3                                   |
| Dennis Dormuth         | NPD                   | 0,4              | 0,3               | 0,1                                   |
| –                      | Familie               | –                | 0,2               | 0,1                                   |
| –                      | GRAUE                 | –                | 0,3               | 0,2                                   |
| –                      | PBC                   | –                | 0,0               | 0,0                                   |
| –                      | Zentrum               | –                | 0,1               | 0,1                                   |
| –                      | BüSo                  | –                | 0,0               | 0,0                                   |
| –                      | Deutschland           | –                | 0,1               | –                                     |
| –                      | MLPD                  | –                | 0,0               | –                                     |
| –                      | PSG                   | –                | 0,0               | –                                     |
| Harry Seemann          | K:Seemann             | 0,3              | –                 | –                                     |